# Escola para as Ciências das Energias Renováveis
A Escola para as Ciências das Energias Renováveis (em inglês RES – The School for Renewable Energy Science; em islandês RES - Orkuskólinn) foi uma escola de graduação privada e internacional, sem fins lucrativos, localizada na cidade de Akureyri, no norte da Islândia.
Era uma instituição de ensino superior que oferecia um programa de Master of Science, de um ano, em várias tecnologias de energia renovável, bem como extensão universitária e um programa de verão de graduação. Todas as instruções eram dadas no idioma inglês.
Estabelecida em 2006, a escola começou suas atividades em abril de 2007, atráves de uma série de cooperações entre universidades islandesas, o Ministério da Educação do país e instituições de engenharia e energia. Utilizou as dependências da Universidade de Akureyri. Acabou a sua atividade em 2011, por motivo de falência.